# Мар'янич Михайло Миколайович
Михайло Миколайович Мар'янич — солдат Збройних сил України, учасник російсько-української війни, що загинув у ході російського вторгнення в Україну в 2022 році.

## Життєпис
Михайло Мар'янич народився 19 листопада 1976 року на Одещині. Він був програмістом, працював в одній з ІТ-компаній міста Одеси (TENET). З початком повномасштабного російського вторгнення в Україну наприкінці лютого 2022 року добровольцем пішов на військову службу до лав Збройних сил України. Загинув уранці о 6:30 5 квітня 2022 року в бою за Олександрівку Херсонської області. В останній путь його проводили з оркестром та військовими почестями. За спогадами його товариша Богдана Миколенка, Михайло «дійсно був дуже патріотичною людиною, завжди відстоював незалежність нашої країни, завжди був готовий допомогти».

## Нагороди
- орден За мужність III ступеня (2022, посмертно) — за особисту мужність і самовіддані дії, виявлені у захисті державного суверенітету та територіальної цілісності України, вірність військовій присязі[2].